# Radosław Sikora
Radosław Rafał Sikora (ur. 5 lutego 1975 w Międzyborzu) – polski historyk i publicysta specjalizujący się w historii nowożytnej i historii wojskowości.

## Życiorys
Od 2000 roku absolwent Wydziału Mechaniczno–Energetycznego Politechniki Wrocławskiej. W 2010 uzyskał stopień doktora nauk humanistycznych w zakresie historii na Akademii Podlaskiej w Siedlcach. Autor opracowań historycznych, publikowanych w czasopismach i portalach internetowych o tematyce militarno–historycznej, również autor książek o tej tematyce.

## Publikacje książkowe
- Fenomen husarii (5 wydań)
- Wojskowość polska w dobie wojny polsko–szwedzkiej 1626–1629. Kryzys mocarstwa. Poznań: Sorus, 2005
- Lubieszów 17 IV 1577. Zabrze: Inforteditions, 2005, seria Pola Bitew
- Kłuszyn 1610 (2 wydania)
- Z dziejów husarii. Warszawa: Erica, 2010
- Niezwykłe bitwy i szarże husarii. Warszawa: Erica, 2011
- Husaria pod Wiedniem 1683. Warszawa: Erica, 2012
- Husaria Rzeczypospolitej. Warszawa: Erica, 2014 (współautor)
- Husaria w walce. Warszawa: Erica, 2015
- Bitwa pod Tczewem 17–18 sierpnia 1627 roku. Warszawa: Erica, 2015 (współautor)
- Husaria. Duma polskiego oręża. Warszawa: Znak Horyzont, 2019
- Nie tylko husaria, Wydawnictwo: Znak Horyzont, 2020

W roku 2012 jego książka Z dziejów husarii została, przy wsparciu Ambasady RP w Kijowie, wydana w j. ukraińskim (ukr. З історії польських крилатих гусарів) nakładem kijowskiego wydawnictwa Duch i Litera. W 2013 r. nakładem tego samego wydawnictwa, również przy wsparciu Ambasady RP w Kijowie, została w j. ukraińskim wydana inna książka dr R. Sikory, Husaria Jana III Sobieskiego (ukr. Крилаті гусари Яна Собеського). Obie książki uzyskały tytuł Książki Roku 2013 w ukraińskim rankingu Bukvoid.